# شون كريستي
شون كريستي (بالإنجليزية: Sean Christie)‏ هو شخصية أعمال أمريكي، ولد في 21 أبريل 1974.